# Henri Ranvier
Pour les articles homonymes, voir Ranvier.
Henri-Joseph Ranvier est un homme politique français né le 19 septembre 1857 à Belleville et mort le 22 août 1918 à Paris. Participant à la Commune de Paris adolescent, il adhère au mouvement socialiste réformiste et est conseiller municipal du quartier de la Roquette (11e arrondissement) de 1900 à 1918.

## Biographie
Henri Joseph Ranvier naît le 19 septembre 1857 à Belleville dans une famille socialiste. Son père, Gabriel Ranvier, peintre-décorateur de profession, est un militant blanquiste, membre de l'Internationale. Élu maire du 20e arrondissement de Paris en 1870, il participe à la Commune de Paris en 1871 et doit s'exiler lors de la défaite.
Âgé de seulement quatorze ans, Henri Ranvier s'engage aussi dans l'insurrection parisienne. Il est arrêté le 29 mai 1871 et est incarcéré à la prison Mazas puis à celle des Chantiers à Versailles pendant quatre mois. Il connaît les sévices du lieutenant Marcerou, contre qui il témoignera lors d'une enquête réalisée en 1880 par Frédéric Cournet pour L'Intransigeant,. Émilie Noro, qui l'a côtoyé en prison, décrit sa situation dans un témoignage publié à titre posthume en 1913,. Il rejoint ensuite son père à Londres. Rentré à Paris dès 1873, il suit un apprentissage de peinture sur porcelaine et devient peintre sur éventails.
Habitant du quartier de la Roquette dans le 11e arrondissement, Henri Ranvier milite d'abord au groupe de la Libre pensée, au groupe matérialiste du XIe et aux Égaux. Membre de la Fédération des travailleurs socialistes de France (FTSF), il choisit le courant possibiliste réformiste de Paul Brousse au congrès de Saint-Étienne de 1872. En 1890, il suit Jean Allemane dans la fondation du Parti ouvrier socialiste révolutionnaire (POSR), qui fusionne en 1902 avec la FTSF et les jauressiens pour fonder le Parti socialiste français, lui-même composante de la Section française de l'Internationale ouvrière (SFIO) en 1905. Secrétaire du POSR en 1885, il est délégué à titre consultatif à sa conférence nationale. Cinq ans plus tard, il est présent au congrès de la salle Wagram.
À la Roquette, Henri Ranvier est candidat aux élections municipales sans discontinuer de 1896 à 1912, et élu au conseil municipal de Paris à partir de 1900. En 1894, il est aussi candidat à une élection partielle au quartier de Grenelle, où il obtient à peine 6 % des suffrages exprimés. Il meurt le 22 août 1918 dans le 11e arrondissement de Paris.

## Hommage

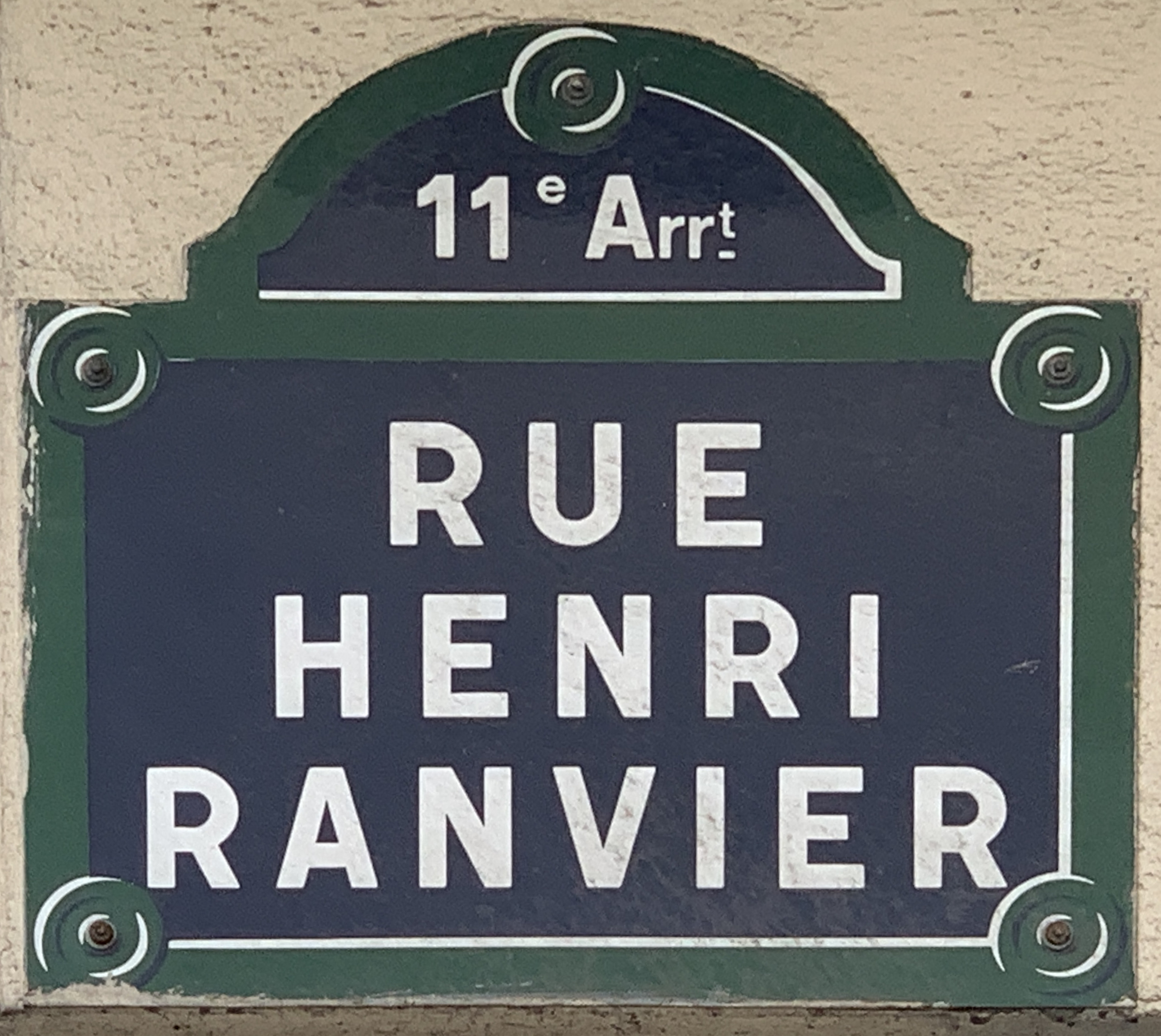
Plaque.

Une nouvelle rue du quartier de la Roquette est baptisée en 1933 rue Henri-Ranvier à sa mémoire.